# Bulungu (Kwilu)
Bulungu est une localité chef-lieu du territoire éponyme dans la province du Kwilu en république démocratique du Congo.

## Géographie
La localité est située sur la rive gauche de la rivière Kwilu.

## Histoire
Elle doit son nom à celui de la fougère destinée à la consommation : Mumbulungu.

## Administration
Chef-lieu territorial de 21 696 électeurs recensés en 2018, elle a le statut de commune rurale de moins de 80 000 électeurs, elle compte 7 conseillers municipaux en 2019.

## Population
Le recensement date de 1984, l'accroissement annuel est estimé à 2,47 en 2012,.
| 1984   | 2004   | 2012   |
| ------ | ------ | ------ |
| 26 027 | 47 013 | 57 168 |

## Éducation
La ville compte une université :
- Université de Bulungu